# Maranta pulchra
Maranta pulchra är en strimbladsväxtart som beskrevs av S.Vieira och V.C.Souza. Maranta pulchra ingår i släktet Maranta och familjen strimbladsväxter. Inga underarter finns listade.